# Leah Dizon
Leah Donna Dizon (リア・ディゾン?, Ria Dizon; Las Vegas, 24 settembre 1986) è un'attrice, cantante, modella, personaggio televisivo e idol statunitense.
Dal 2006 si è trasferita in Giappone, dove è divenuta una cantante J-pop di successo, firmando un contratto con la Victor Entertainment e pubblicando due album.

## Biografia
Di origini cinesi, filippine e francesi, Leah Dizon è la quarta di sei figli. Dopo aver preso lezioni di danza si è iscritta a una scuola di teatro. Dopo il diploma, la Dizon si trasferì a Los Angeles, dove iniziò la carriera di modella, apparendo sulle copertine di alcune riviste di automobili.
Nell'aprile 2006 si trasferì a Tokyo, firmando un contratto con la Victor Entertainment. Nell'ottobre dello stesso anno pubblicò il suo primo album fotografico, intitolato Petit Amie, che riscosse un buon successo tra i giovani giapponesi. Il 5 ottobre 2006 incise il suo primo singolo, Fever, una cover di una canzone di Kylie Minogue. Nel febbraio 2007 incise il suo singolo di debutto, Softly, seguito dal suo primo album, intitolato Destiny Line. Nel 2008 uscì il suo secondo album, Communication!!!.
Nel 2007 debuttò in veste di attrice, interpretando un ruolo nel cortometraggio Traffic in the Sky, diretto da Charles Yi. Successivamente apparve nel ruolo di se stessa in due serie televisive e partecipò al reality show Dai 58 kai NHK Kôhaku uta gassen. La Dizon è apparsa anche in numerosi spot pubblicitari della Coca-Cola, della JVC e della Fujifilm.
Il 19 agosto 2009 viene pubblicato l'album Katamari Damacy Tribute OST, contenente il singolo inedito Everlasting love + you.

## Discografia[4]

### Album
- Destiny Line (2007)
- Communication!!! (2008)

### Singoli
- Fever (2006)
- Softly (2007)
- koi shiyou♪ (2007)
- L・O・V・E U (2007)
- Love Paradox (2008)
- Vanilla (2008)
- Everlasting love + you (2009)

## Filmografia
- Traffic in the Sky (cortometraggio) di Charles Yi (2007)
- Hey! Hey! Hey! Music Champ (serie TV, 1 episodio) (2007)
- Eigo de shabera-night (serie TV, 1 episodio) (2007)